# Талл (Арканзас)
Талл (англ. Tull) — місто (англ. town) в США, в окрузі Грант штату Арканзас. Населення — 484 особи (2020).

## Географія
Талл розташований на висоті 107 метрів над рівнем моря за координатами 34°26′28″ пн. ш. 92°35′9″ зх. д. / 34.44111° пн. ш. 92.58583° зх. д. (34.441214, -92.585881).  За даними Бюро перепису населення США в 2010 році місто мало площу 8,88 км², з яких 8,85 км² — суходіл та 0,04 км² — водойми. В 2017 році площа становила 10,61 км², з яких 10,44 км² — суходіл та 0,17 км² — водойми.

## Демографія
Згідно з переписом 2010 року, у місті мешкало 448 осіб у 172 домогосподарствах у складі 128 родин. Густота населення становила 50 осіб/км².  Було 200 помешкань (23/км²). 
Расовий склад населення:
| - 97,3 % — білих - 0,4 % — корінних американців - 0,4 % — азіатів - 0,2 % — чорних або афроамериканців |

До двох чи більше рас належало 1,1 %. Іспаномовні складали 2,9 % від усіх жителів.
За віковим діапазоном населення розподілялося таким чином: 26,3 % — особи молодші 18 років, 61,0 % — особи у віці 18—64 років, 12,7 % — особи у віці 65 років та старші. Медіана віку мешканця становила 37,2 року. На 100 осіб жіночої статі у місті припадало 100,9 чоловіків;  на 100 жінок у віці від 18 років та старших — 90,8 чоловіків також старших 18 років.
Середній дохід на одне домашнє господарство  становив 62 086 доларів США (медіана — 46 625), а середній дохід на одну сім'ю — 72 481 долар (медіана — 67 917). Медіана доходів становила 39 737 доларів для чоловіків та 44 375 доларів для жінок. За межею бідності перебувало 13,2 % осіб, у тому числі 10,5 % дітей у віці до 18 років та 9,7 % осіб у віці 65 років та старших.
Цивільне працевлаштоване населення становило 248 осіб. Основні галузі зайнятості: освіта, охорона здоров'я та соціальна допомога — 30,6 %, роздрібна торгівля — 13,7 %, виробництво — 8,5 %, будівництво — 8,5 %.
За даними перепису населення 2000 року в Таллі проживало 358 осіб, 110 сімей, налічувалося 155 домашніх господарств і 167 житлових будинків. Середня густота населення становила близько 40,2 осіб на один квадратний кілометр. Расовий склад Талла за даними перепису розподілився таким чином: 99,16 % білих, 0,56 % — корінних американців, 0,28 % — представників змішаних рас.
Іспаномовні склали 3,07 % від усіх жителів містечка.
З 155 домашніх господарств в 26,5 % — виховували дітей віком до 18 років, 64,5 % представляли собою подружні пари, які спільно проживали, в 3,9 % сімей жінки проживали без чоловіків, 29,0 % не мали сімей. 27,1 % від загального числа сімей на момент перепису жили самостійно, при цьому 20,0 % склали самотні літні люди у віці 65 років та старше. Середній розмір домашнього господарства склав 2,31 особи, а середній розмір родини — 2,81 особи.
Населення містечка за віковим діапазоном за даними перепису 2000 року розподілилося таким чином: 19,0 % — жителі молодше 18 років, 7,8 % — між 18 і 24 роками, 27,9 % — від 25 до 44 років, 29,1 % — від 45 до 64 років і 16,2 % — у віці 65 років та старше. Середній вік мешканця склав 43 роки. На кожні 100 жінок в Таллі припадало 101,1 чоловіків, у віці від 18 років та старше — 93,3 чоловіків також старше 18 років.
Середній дохід на одне домашнє господарство в містечкі склав 33 750 доларів США, а середній дохід на одну сім'ю — 41 406 доларів. При цьому чоловіки мали середній дохід в 30 417 доларів США на рік проти 29 250 доларів середньорічного доходу у жінок. Дохід на душу населення в містечкі склав 18 017 доларів на рік. 10,1 % від усього числа сімей в окрузі і 10,7 % від усієї чисельності населення перебувало на момент перепису населення за межею бідності, при цьому 14,1 % з них були молодші 18 років і 7,8 % — у віці 65 років та старше.